# Sebastian Vollmer
Sebastian Georg Vollmer (Düsseldorf, 10 luglio 1984) è un giocatore di football americano tedesco che gioca nel ruolo di offensive tackle per i New England Patriots della National Football League (NFL). Fu scelto nel corso del secondo giro (58º assoluto) del Draft NFL 2009 dai Patriots. Al college ha giocato a football all’Università di Houston.

## Carriera professionistica

### New England Patriots

#### Stagione 2009
Vollmer fu scelto nel corso del secondo giro del Draft 2009 dai New England Patriots. Il 17 luglio firmò un contratto quadriennale.
Debuttò come professionista nella prima gara della stagione dei Patriots. Nella settimana 6 partì per la prima volta come tackle sinistro titolare al posto dell'infortunato Matt Light nella vittoria da record dei Patriots per 59-0 sui Tennessee Titans. Venne schierato come titolare nelle quattro partite successive. Dopo essere rimasto fuori dal campo di gioco per un infortunio alla testa per due partite, Vollmer partì nuovamente come titolare nella settimana 14 contro i Carolina Panthers, continuando a partire dall'inizio anche nella partita di playoff persa contro i Baltimore Ravens.

#### Stagione 2010
Nel 2010, Vollmer partì come titolare in un tutte le 16 gare come tackle destro dei Patriots. Le sue ottime prestazioni lo fecero inserire nel Second-team All-Pro dell'Associated Press ma non fu convocato per il Pro Bowl.

#### Stagione 2011
Vollmer si infortunò alla schiena in una gara della pre-stagione 2011, perdendo la prima partita della stagione regolare. Fece ritorno nella settimana 2 e giocò a rotazione con Nate Solder come tackle destro, finché non si infortunò nuovamente contro i San Diego Chargers. Vollmer tornò nella settimana 8 contro i Pittsburgh Steelers. I Patriots arrivarono a disputare il Super Bowl XLVI in cui Vollmer partì come titolare, ma la sua squadra venne sconfitta dai New York Giants.

#### Stagione 2012
Vollmer giocò come titolare tutte le gare della stagione 2012 tranne una. Divenuto free agent alla fine della stagione, il 24 marzo 2013, Vollmer firmò un nuovo contratto quadriennale coi Patriots del valore di 27 milioni di dollari, inclusi 8,25 milioni garantiti.

#### Stagione 2013
Dopo 8 partite giocate tutte da titolare, il 27 ottobre Vollmer si ruppe la gamba sinistra nel match contro i Miami Dolphins, infortunio che lo costrinse a saltare tutta la stagione.

#### Stagione 2014
Tornato in campo nel 2014, Vollmer disputò come titolare tutte le prime 15 partite finché, con la squadra già sicura del primo posto nel tabellone della AFC, fu tenuto a riposo nell'ultimo turno A fine anno conquistò il Super Bowl XLIX contro i Seattle Seahawks.

#### Stagione 2016
Il 5 febbraio 2017 vince, sebbene da inattivo, il suo secondo Super Bowl, il LI, disputato dai Patriots contro gli Atlanta Falcons e vinto dai primi, ai tempi supplementari (prima volta nella storia del Super Bowl), con il punteggio di 34-28.

## Palmarès

### Franchigia
- Super Bowl : 2

New England Patriots: XLIX, LI
- American Football Conference Championship: 3

New England Patriots: 2011, 2014, 2016

### Individuale
- Second-team All-Pro: 1

2010

## Statistiche
| Partite totali      | 88 |
| Partite da titolare | 80 |

Statistiche aggiornate alla stagione 2016